# Dejana Rosuljaš
Dejana Rosuljaš Sarajevo, 26. siječnja  je bosanskohercegovačka novinarka i TV voditeljica.

## Životopis
Dejana Rosuljaš rođena je u Sarajevu. Pravni fakultet završila je u Sarajevu (diplomirani pravnik), a diplomu mastera ekonomskih nauka stekla je na Fakultetu za menadžment u Beogradu.  
Od marta 2005. radi na televiziji OBN, gdje počinje profesionalni angažman kao voditelj muzičkih emisija: “Adio pameti” i “Hey music!”.
Paralelno s angažovanjem u muzičkim emisijama, počinje voditi emisiju “Nedjeljno popodne”, rame uz rame s velikanima novinarstva Oliverom Mlakarom, Sašom Zalepuginom i Mićom Orlovićem. Istovremeno, za “Nedjeljno popodne” obavlja reporterske poslove, snima priloge i reportaže.
Od 2006. do 2007. vodila je i uređivala showbiz magazin “Express Tv”.
Od 2008. do 2011. godine, s kolegom Feđom Fetahagićem čini voditeljski tandem najgledanije showbiz emisije u BiH, “Red Carpet”.
Iskustvo je stjecala i kao voditeljka velikih muzičkih show programa: “OBN Music Talents” (2005.), “Zvijezde sa Zvijezdama” (sezona 2007.; sezona 2008.), popularnom plesnom show “Zvijezde plešu” (sezona 2009.; sezona 2010.), te reality show programu “Big Mamma House” (sezona 2008.; sezona 2009.).
Kroz dvije sezone (2009.; 2010.) modnog reality show-a “OBN star model by Dejana Rosuljaš” osim voditeljske uloge, bila je i dio njegovog žiri tima.
U desetočasovnom live programu “Dan iz snova” (sezona 2009.; sezona 2013.) činila je dio voditeljskog tima. Pored toga, treba napomenuti desetine pojedinačnih projekata i angažmana kao što su Novogodišnji program, prilozi, putopisi i reportaže s različitih destinacija širom svijeta.
Autorski talk show, koji čini trenutno dominantni angažman u karijeri Dejane Rosuljaš jeste – Dejana Talk Show, koji od 2010. godine uređuje i vodi i koji je doživio preko 800 različitih tema, koje su obrađene u okviru ove regionalno popularne emisije. U toku je njena jedanaesta sezona. Također, u sklopu Dejana Talk Show-a, realiziran je i veliki humanitarni projekt 'Dom je sreća najveća' pomoću kojeg su između ostalog, stambeno zbrinute i tri porodice.
Dejana Rosuljaš se pojavila u ulozi predavača na Festivalu Savremene žene 2018. godine u Tuzli, na Konferenciji 'What’s Your Story?' 2019. godine u Sarajevu te brojnim drugim. 
U aprilu 2019. godine u Beogradu, postala je dobitnica priznanja Dama godine 2019., za rad, doprinos i stvaralaštvo.
Dejana se posle 17 godina odlučila na novi korak u karijeri i 2021. godine prelazi na UNA televiziju što je u svim medijima u BiH predstavljeno kao transfer godine. Nakon emisije “21 odgovor”, Rosuljaš vodi novu emisiju “Donna” zajedno sa Nikolinom Pišek i Bajom Namkose. U sezoni 2023/24 Dejana je sa svojim kolegom Mersadom Sijarićem deo tima emisije "Podne" koja se emituje u Bosni i Hercegovini. 
Dejana trenutno živi i radi na relaciji Sarajevo-Beograd.

## Vanjske poveznice
- https://web.archive.org/web/20160528142251/http://dnevni-list.ba/web1/dejana-rosuljas-moje-emocije-sada-najbolje-opisuju-tri-rijeci-sreca-ponos-i-odgovornost/
- https://web.archive.org/web/20150221034011/http://www.azramag.ba/cafe/dejana-rosuljas-2014-mi-je-ostvarila-davnasnju-zelju/
- https://web.archive.org/web/20160807045941/http://www.azramag.ba/cafe/dejana-rosuljas-tamo-gdje-se-curry-priprema-na-vise-od-1000-nacina/
- https://web.archive.org/web/20161125055919/http://dnevni-list.ba/web1/intervju-dejana-rosuljas-neka-nasa-djela-govore-umjesto-rijeci/
- https://web.archive.org/web/20161125090228/http://www.azramag.ba/cafe/dejana-rosuljas-kako-je-tasos-ukrao-moje-srce/
- Dejana Rosuljaš, lijepo lice OBN-a. muskiportal.com. 6. srpnja 2011. Inačica izvorne stranice arhivirana 9. veljače 2018.
- https://web.archive.org/web/20130216050255/http://www.dnevnik.ba/scena/film-tv/dejana-rosulja%C5%A1-za-dnevnikba-ne-trebamo-se-zgra%C5%BEavati-na-spomen-seksa